# Rafael Estrella Ureña
Juan Rafael Estrella Ureña (* 10. November 1889 in Santiago de los Caballeros, Dominikanische Republik; † 25. Mai 1945) war ein dominikanischer Politiker und Präsident der Dominikanischen Republik.

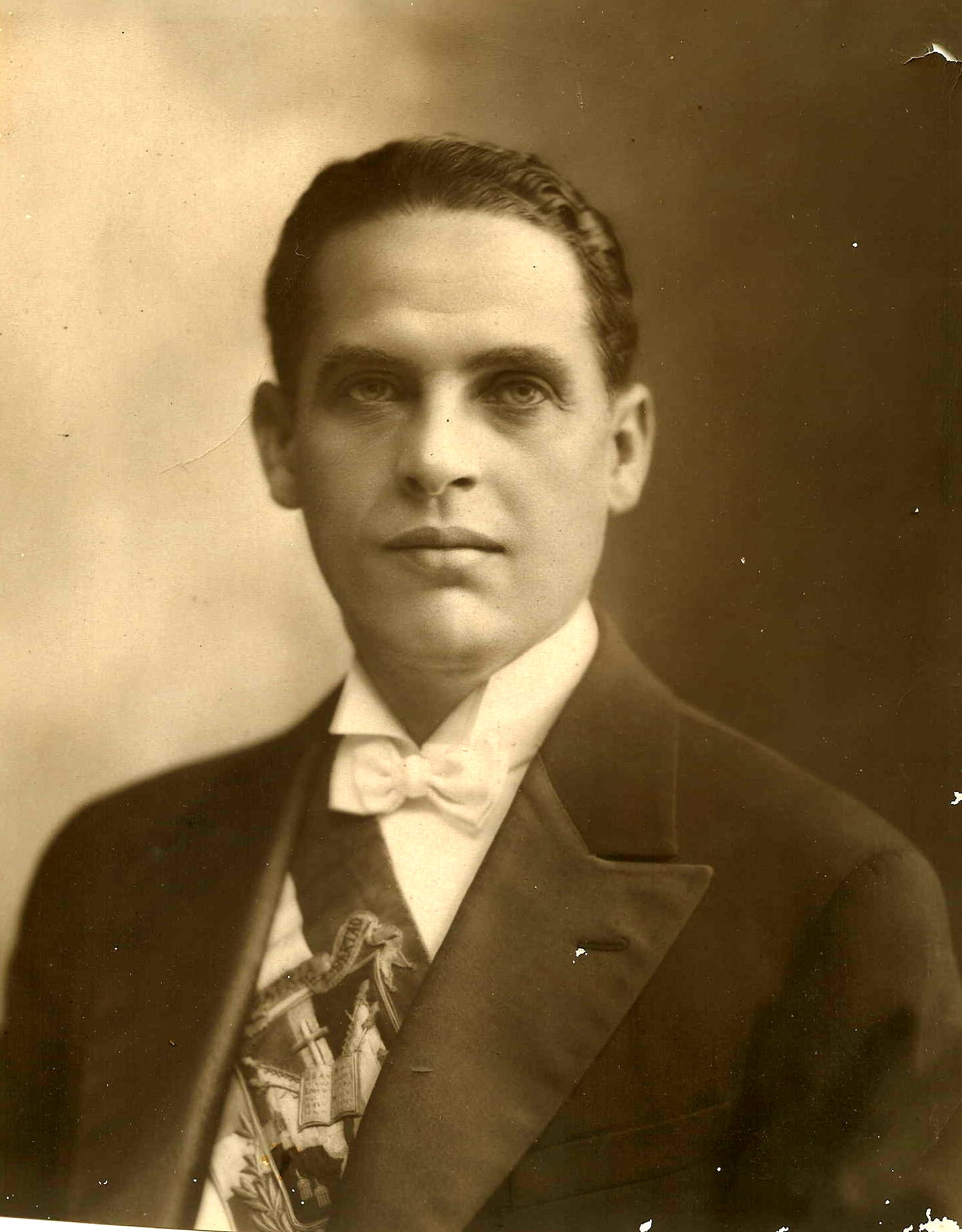
Rafael Estrella Ureña

## Leben
Nach der Schulausbildung in seiner Geburtsstadt Santiago de los Caballeros begann er ein Studium der Rechtswissenschaften in Santo Domingo. Dort kam er in Kontakt mit der Studentenbewegung und wurde maßgeblich von den Ideen des puerto-ricanischen Schriftstellers und Begründers der Escuela Normal, Eugenio María de Hostos, beeinflusst. Nach der Ermordung von Präsident Ramón Cáceres 1911 begab er sich in Opposition zur darauffolgende Regierung von Eladio Victoria. Zusammen mit anderen oppositionellen Studenten gründete er in Gegnerschaft zu Präsident Victoria die Reformistische Liberale Partei (Partido Liberal Reformista), deren Vorsitzender er zugleich wurde. In dieser Position war er einer der schärfsten Gegner von José Bordas Valdez, nachdem dieser 1913 Präsident geworden war. Nach mehreren von ihm geführten Demonstrationen wurde er auf Anordnung von Bordas verhaftet.
Nachdem sich Estrella Ureña mehrere Jahre aus der Politik zurückgezogen hatte und zwischenzeitlich als Rechtsanwalt tätig gewesen war, gründete er 1925 die Republikanische Partei (Partido Republicano), deren Vorsitzender er anschließend war. In der Regierung von Horacio Vásquez übernahm er das Amt des Ministers für Justiz und öffentlichen Unterricht (Ministro de Justicia e Instrucción Pública), obwohl er kein Anhänger der Bewegung des Präsidenten (Horacista) war. Vielmehr war er im Februar 1930 eine der maßgeblichen Personen des von ihm und dem Oberkommandierenden der Streitkräfte, General Rafael Leónidas Trujillo Molina, angeführten Aufstandes gegen Präsident Vásquez.
Als am 2. März 1930 nicht nur Präsident Vásquez, sondern auch Vizepräsident Dr. José Dolores Alfonseca gezwungen wurden zurückzutreten, übernahm Estrella Ureña als Justizminister aufgrund verfassungsrechtlicher Bestimmungen die Nachfolge und wurde damit Präsident der Dominikanischen Republik. Allerdings war er nur de jure Präsident, die eigentliche Macht lag bei General Trujillo. Bereits wenige Monate später wurde er nach der Präsidentschaftswahl am 18. August 1930 von Trujillo als Präsident abgelöst.
Er selbst wurde zum Vizepräsidenten gewählt. Zwei Jahre später erklärte er während einer Auslandsreise nach Kuba seinen Rücktritt vom Amt des Vizepräsidenten. In Gegnerschaft zu Trujillo begann er im kubanischen Exil mit dem Aufbau einer Oppositionsbewegung. Nachdem er vom kubanischen Präsidenten Fulgencio Batista zur Beendigung dieser Aktivitäten aufgefordert worden war, begab er sich nach Miami. Dort beendete er seine Opposition nach Gesprächen mit Trujillo. Da dieser ihm die Fortführung der Republikanischen Partei zusagte, kehrte er in die Dominikanische Republik zurück, wo er mit der Reorganisation seiner Partei begann. Als die Republikanische Partei jedoch erneut Kritik gegen den Diktator übte, ließ dieser Estrella Ureña für einige Monate inhaftieren.
In seinen letzten Lebensjahren war er während der Herrschaft Trujillos und der zwischenzeitlichen Marionettenregierungen von Jacinto Bienvenido Peynado und Manuel de Jesús Troncoso Richter am Obersten Gerichtshof (Suprema Corte de Justicia). 1945 musste er sich aufgrund einer Erkrankung einem chirurgischen Eingriff unterziehen, bei dem er verstarb. In darauffolgenden Unruhen wurde Trujillo vorgeworfen, ihn mit Hilfe der operierenden Ärzte ermordet zu haben. Daraufhin ordnete der Diktator eine dreitägige Staatstrauer an.
Seine Großnichte war die Ehefrau des späteren Präsidenten Salvador Jorge Blanco. Des Weiteren war er Patenonkel der Schauspielerin Monica Boyar, die zwischen 1950 und 1956 mit dem US-amerikanischen Schauspieler Leslie Nielsen verheiratet war.